# Petlovača
Petlovača (izvirno srbsko Петловача) je naselje v Srbiji, ki upravno spada pod Mesto Šabac; slednja pa je del Mačvanskega upravnega okraja.

## Demografija
V naselju živi 1154 polnoletnih prebivalcev, pri čemer je njihova povprečna starost 37,3 let (36,5 pri moških in 38,1 pri ženskah). Naselje ima 407 gospodinjstev, pri čemer je povprečno število članov na gospodinjstvo 3,74.
To naselje je, glede na rezultate popisa iz leta 2002, večinoma srbsko.
|  |

| Demografija | Demografija     | Demografija     |
| Leto        | Št. prebivalcev | Št. prebivalcev |
| ----------- | --------------- | --------------- |
|             |                 |                 |
|             |                 |                 |
|             |                 |                 |
|             |                 |                 |
| 1948        | 1044            |                 |
| 1953        | 1171            |                 |
| 1961        | 1353            |                 |
| 1971        | 1516            |                 |
| 1981        | 1545            |                 |
| 1991        | 1600            | 1496            |
| 2002        | 1591            | 1521            |
|             |                 |                 |

| Etnična sestava po popisu iz leta 2002 | Etnična sestava po popisu iz leta 2002 | Etnična sestava po popisu iz leta 2002 | Etnična sestava po popisu iz leta 2002 | Etnična sestava po popisu iz leta 2002 |
| -------------------------------------- | -------------------------------------- | -------------------------------------- | -------------------------------------- | -------------------------------------- |
| Srbi                                   | Srbi                                   |                                        | 1.366                                  | 89,80%                                 |
| Romi                                   | Romi                                   |                                        | 132                                    | 8,67%                                  |
| Jugoslovani                            | Jugoslovani                            |                                        | 3                                      | 0,19%                                  |
| Hrvati                                 | Hrvati                                 |                                        | 2                                      | 0,13%                                  |
| Rusi                                   | Rusi                                   |                                        | 1                                      | 0,06%                                  |
| Romuni                                 | Romuni                                 |                                        | 1                                      | 0,06%                                  |
| Neznano                                | Neznano                                |                                        | 7                                      | 0,46%                                  |